# 99 Procent – Głos Obywatelski
99 Procent – Głos Obywatelski (słow. 99% – občiansky hlas) – słowacka partia polityczna założona na krótki czas przed wyborami w 2012 roku. Ugrupowanie wzoruje się na ruchu Okupuj Wall Street.
Według sondaży partia miała szanse na wejście do parlamentu w wyborach w 2012 roku. Ostatecznie otrzymała 1,58% poparcia i nie dostała się do parlamentu.